# Enemies Closer
Enemies Closer (Cerco al enemigo en los países de habla hispana) es una película de 2013, dirigida por Peter Hyams y protagonizada por Jean-Claude van Damme en el rol de villano. Marcaría la tercera colaboración entre Hyams y Van Damme, tras Policía en el tiempo (1994) y Muerte súbita (1995).
El filme salió a la venta en Europa el 4 de diciembre de 2013 y en América el 24 de enero de 2014, llegando a recaudar más de cien mil dólares en sus ventas de lanzamiento doméstico.
El filme fue lanzado a través de Lionsgate, y es una coproducción entre After Dark Films y Signature Pictures.

## Argumento
En un lago del apacible Parque Nacional de Kings Island, situado en la frontera entre Estados Unidos y Canadá, ha caído una avioneta.
Ajeno a ello, el guarda forestal y exmilitar Henry Taylor (Scott) se ve amenazado por un hombre llamado Clay (Jones) que obsesivamente le hace responsable de la muerte de su hermano, en servicio en Afganistán, por haber sido Henry entonces inmediato superior del mismo. En medio de su enfrentamiento, un preparado grupo de mercenarios francocanadienses liderados por un tal Xander (Van Damme) abre fuego contra ellos. Xander resulta ser un narcotraficante que busca recuperar, sin dejar cabos sueltos, el cuantioso cargamento de heroína portado por la avioneta que yace sumergida en el lago. Ante esto, Henry y Clay no tienen más remedio, si quieren hacerles frente y sobrevivir, que limar asperezas y aparcar su enemistad.

## Reparto
| Actor                 | Personaje     | Rol en la película                                  |
| --------------------- | ------------- | --------------------------------------------------- |
| Jean-Claude van Damme | Xander        | Narcotraficante francocanadiense                    |
| Tom Everett Scott     | Henry Taylor  | Guarda forestal del Parque Nacional de Kings Island |
| Orlando Jones         | Clay Decker   | Expresidiario resentido con Henry                   |
| Linzey Cocker         | Kayla         | Supuesta pretendienta de Henry                      |
| Christopher Robbie    | Sr. Sanderson | Único habitante de Kings Island                     |
| Zahari Baharov        | Saul          | Mercenario a las órdenes de Xander                  |
| Kris van Varenberg    | François      | Mercenario a las órdenes de Xander                  |
| Dimo Alexiev          | Morris        |                                                     |
| Vlado Mikailov        | Jean          |                                                     |
| Teodor Tsolov         | Eto           |                                                     |
| Hristo Mitzkov        | Wooton        |                                                     |
| Ryan Spike Dauner     | Spota         |                                                     |

## Recepción
La película recibió críticas mixtas y positivas. En Rotten Tomatoes tiene una puntuación del 77%. No obstante en Metacritic el filme la calificación de 49/100. Obtuvo en Internet Movie Database un 5,1 sobre 10. Sobre el filme se alabaron las escenas de acción y la interpretación de Van Damme, pero se criticaron los pobres diálogos y el reparto secundario.